# Forte da Quebrada

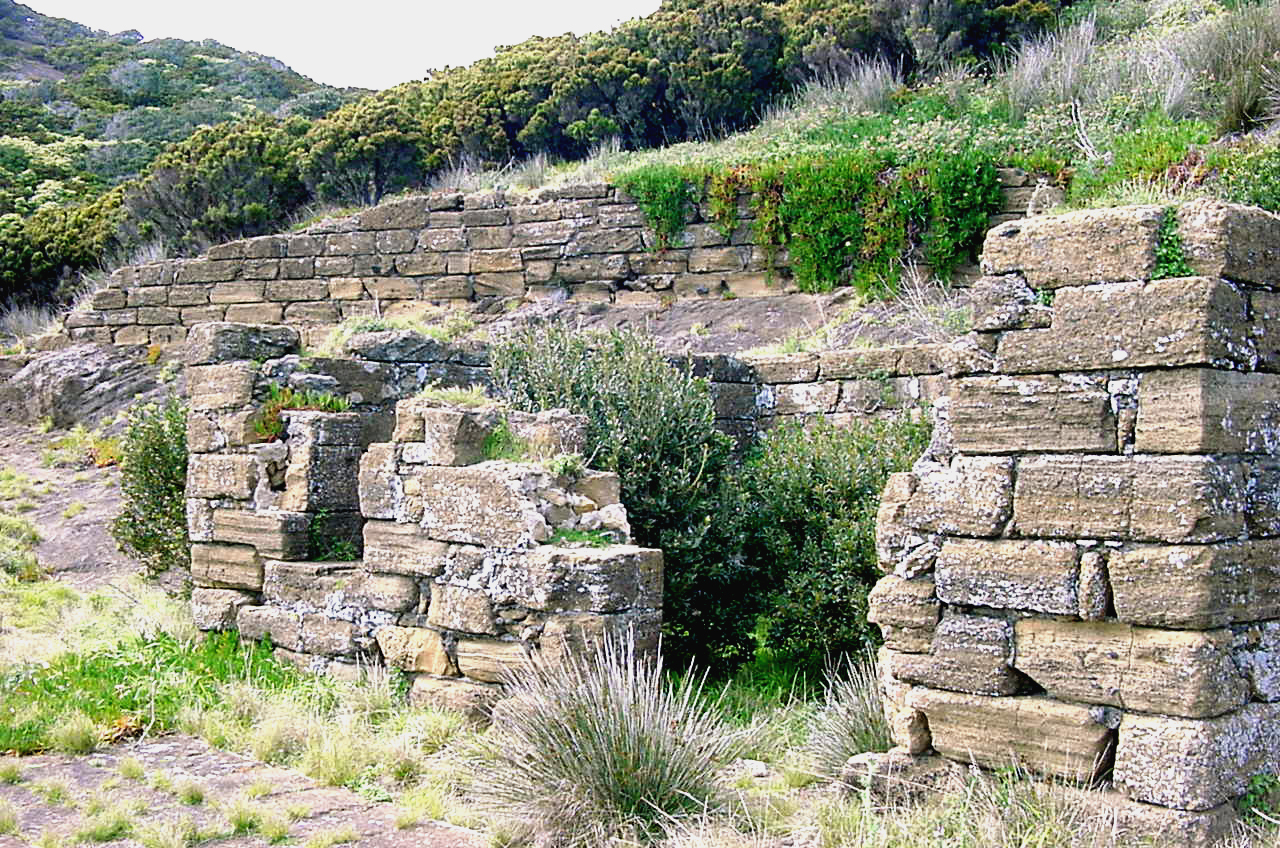
Forte da Quebrada, Angra do Heroísmo.

O Forte da Quebrada, também referido como Reduto da Quebrada e Forte do Facheiro, localiza-se na península do Monte Brasil, na freguesia da Sé, na cidade e concelho de Angra do Heroísmo, na costa sul da ilha Terceira, nos Açores.
Integra o conjunto defensivo da Fortaleza de São João Baptista da Ilha Terceira, a sul, no colo formado pela junção do monte do Zimbreiro com o monte dos Fachos, no único trecho onde, mesmo com dificuldade, se poderia realizar uma escalada.
Em cota baixa, sobre a rocha viva junto ao mar, a sua função era a de evitar que, em ângulo morto dos fogos do Forte de São Diogo e do Santo António, qualquer embarcação pudessem se ocultar ou encontrar abrigo.

## História
No contexto da instalação da Capitania Geral dos Açores, o seu estado foi assim reportado em 1767: "18.° — Reducto da cobrada, tem quatro canhoneiras e duas peças de ferro boas e precisa mais duas com os seus reparos.'"
Em nossos dias encontra-se em ruínas.